# Булач, Тату Омаровна
Тату Омаровна Булач (1902—1980) — общественный деятель, участница борьбы за установление советской власти в Дагестане, первая девушка-комсомолка в Дагестане.

## Биография
Родилась в селе Нижнее Казанище в семье офицера царской армии, по национальности аварка. Отцом Тату был офицер из Чоха по имени Булач.  В возрасте 30 лет отец внезапно скончался, оставив вдову Арув Ажай, дочь Изумруд, сына Хаджи и шестимесячную Тату. Семья  бедствовала, так что Тату пришлось работать с 13 лет. Работу совмещала с учебой в Темир-Хан-Шуринской женской гимназии. (В Дагестане же еще в 1865 году наместник Кавказа Е. И. Воронцов утвердил проект устава Темир-Хан-Шуринского общественного училища, открытого для бедных девиц, известного к тому времени как «Дом женской бесплатной школы». В нем учились в основном дети бедных родителей, не располагавших возможностью содержать их в других городах России).
Летом 1915 года, когда Тату было 13 лет, к ним в семью в гости пришел друг ее брата Уллубий Буйнакский. Он стал частым гостем в семье Булачей. Уллубий Буйнакский решил направить энергию молодежи,которая собиралась в их доме, в революционное русло. В работе кружка в доме Ажав Булач стали принимать участие будущие дагестанские революционеры – Гарун Саидов, Казбеков, Алиев и другие. Влияние Уллубия очень сильно сказалось и на формировании мировоззрения Тату. Уллубий заботился не только об идейном, но и об общеобразовательном росте девушки.
Уже после революции, после ареста Уллубия, через Тату он передавал письма на волю, а также вел переписку с ней.  В этих письмах столетней давности на фоне революции и гражданской войны, среди призывов к борьбе до победного конца разворачивается трагическая история любви.
В тяжелые годы гражданской войны Тату Булач вела активную работу для победы Советской власти в Дагестане и пользовалась большим уважением среди красных партизан» (Дагестанская правда, 15 сентября 1947 г., К.Р.Караев).
Последние годы персональная пенсионерка союзного значения Тату Омаровна Булач жила в Махачкале. Она умерла в 1980 году на 78 году жизни и похоронена в Махачкале.

## Социалистическая деятельность
Булач Т. О. была первой девушкой-горянкой, которая стала принимать активное участие в политических событиях, начавшихся в городе после победы Февральской революции. Весной 1917 г. она стала председателем Союза революционной мусульманской молодежи, который объединил учащуюся и рабочую молодежь города. Вскоре она становится делегатом первого общекавказского съезда учащихся-мусульман, который проходил в Баку в мае 1917 года. Она была единственной из трех девушек-делегаток, избранной членом президиума съезда. Делегаты с большим воодушевлением восприняли ее выступление, в котором говорилось о роли просвещения в раскрепощении горянки, о необходимости приобщения к прогрессу всей женской мусульманской молодежи.
В 1918 году работала помощником начальника отдела агитации Военно-революционного комитета.
В 1919 году закончила 8 классов Темир-Хан-Шуринской женской гимназии и работала агитатором отдела поручений подпольного комитета большевиков.
В 1920 году Тату Булач была избрана председателем оргбюро РКСМ по подготовке конференции или съезда комсомола Дагестана.
В 1920-1921 годы она была избрана членом президиума Совета молодежи Востока. Далее она работала агитатором – ответсекратарем Хасавюртовского РК ВКП(б), Махачкалинского РК ВКП(б) ДАССР.
Александр Мильчаков, делегат I съезда Советов СССР, вспоминает: «Секретарем Дагестанского областного комитета комсомола была избрана девушка-горянка Тату Булач. Эта отважная партизанка с шестнадцатилетнего возраста связала свою судьбу с большевистской партией, и теперь вот она и активные члены областного комитета Темирбеков и Саидгуссейнова пешком ходили в горы и, подвергая свою жизнь ежедневной опасности, создавали там комсомольские ячейки и инструктировали еще неопытных ребят. Устраивали молодежные вечера с самодеятельными концертами, учили молодежь революционным песням. Но вот танцевать не танцевали. По тем временам, как это ни покажется, вероятно, смешным современным молодым людям, танцы считались… буржуазным пережитком. Исключение делалось у нас только для лезгинки».
В 1927 году окончила Московский институт народного хозяйства им. Плеханова, после окончания  до 1937 года работала на различных ответственных должностях в отраслях торговли и пищевой промышленности СССР (Торговое представительство СССР в Турции, заместитель управляющего Дагестанским отделением Госторга РСФСР, директор высших педагогических курсов национальной стенографии при Совете Национальностей ЦИК СССР, начальник отдела учебных заведений Наркомпищепрома РСФСР и Академии пищевой промышленности).
Однако Тату Омаровне не удалось избежать сталинских репрессий, поводом послужила ее переписка с репрессированным Коркмасовым. В 1937 году арестована по обвинению в связи с троцкистами, наказание отбывала в Карагандинском лагере НКВД. Освобождена в 1946 году, но уже в 1948 году вновь арестована по обвинению в шпионаже и выслана в Енисейск. В 1955 году реабилитирована и освобождена.
Последние годы персональная пенсионерка союзного значения Тату Омаровна Булач жила в Махачкале. Она умерла в 1980 году на 78 году жизни и похоронена в Махачкале.

## Память
Имя Тату Булач носят улицы в Махачкале (посёлок Семендер) и селе Учкент Кумторкалинского района Дагестана.

## Интересные факты
- Родная сестра Тату — Зумрут (Изумруд), была замужем за полковником   Каитбековым
- Что касается писем Уллубия Буйнакского Тату, то они действительно имелись, их было всего восемь, Партийные «комбинаторы» во времена Даниялова прибавили от имени Буйнакского ещё 10 писем. Содержание их как раз обосновывает ту политику партии, что и существовала в 1950-е годы, то есть после репрессий 1930-х годов. Подлинников даже 8 писем не имеется. В 1937 году они были изъяты у Тату Булач при обыске. В 1956 году не возвращены. Её хлопоты по этому поводу закончились ничем. Письма по сообщению КГБ были утрачены[4].